# Kraftsdorf
Kraftsdorf település Németországban, azon belül Türingiában. Lakosainak száma 3702 fő (2023. december 31.). Kraftsdorf Bad Klosterlausnitz, Hartmannsdorf és Lindenkreuz községekkel határos.

## Népesség
A település népességének változása:
| Lakosok száma | 3785 | 3728 | 3711 | 3699 | 3702 |
|               | 2017 | 2019 | 2021 | 2022 | 2023 |